# Tavşanada (Istanbul)
Tavşanada o Tavşan Adası, "Isola dei Conigli" o Balıkçı Adası (Isola del pescatore) in turco, in greco Νέανδρος?, Neandros, è la più piccola delle Isole dei Principi nel Mar di Marmara, a sud-est di Istanbul, in Turchia, si trova a circa 2 km a sud dell'isola di Büyükada, Tavşanadası è lunga 90 metri. È parte del distretto di Adalar (letteralmente "Isole") della Provincia di Istanbul. 
I coloni provenienti dall'isola egea di Andro migrarono qui e diedero il nome di "Neo-Andros". Qui i conigli erano abbondanti e per questo motivo è stato dato il suo nome. I pescatori vengono qui quando i pesci scarseggiano nel Bosforo, il che gli conferisce il secondo nome.
In direzione est si trovano una spiaggia e un porto naturale. Fino a poco tempo fa, era un centro per pescatori di aragoste e cacciatori di insetti.
Manuele I Comneno, in un saggio sulle isole, scrisse una nota sul monastero di Tavşanadası (Neo-Andros). Il monastero in questione fu fondato dal patriarca Ignazio I di Costantinopoli, secondo gli scritti di Niceta il Paflagone. Fu abitata fino al 1158. La fatiscente Aya ie (Ayios Yuannis) sull'isola di Spilia appartiene al monastero.
Durante il periodo bizantino, l'isola fu utilizzata come cava di pietra per la ricostruzione della capitale Costantinopoli.